# Erythroxylum anceps
Erythroxylum anceps är en tvåhjärtbladig växtart som beskrevs av Otto Eugen Schulz. Erythroxylum anceps ingår i släktet Erythroxylum och familjen Erythroxylaceae. Inga underarter finns listade i Catalogue of Life.